# قتل الأطفال
يعتبر قتل الأطفال جريمة في غالبية بلدان العالم؛ حيث ينظر للأطفال داخل مجتمعاتهم وفي الدولة بصفة عامة على أنهم أكثر ضعفًا وبالتالي أكثر عرضة للتعرض للأذى أو القتل. غالبًا ما تتضمن حماية الأطفال من العنف واحتمال التعرض للقتل إجراء تغييرات على البنية العائلية للطفل، بغض النظر عن مدى تماسك الروابط العائلية. ففي عام 2008، بلغت جرائم القتل التي كان ضحاياها أطفالاً (تحت 18 عامًا) في الولايات المتحدة 1494 جريمة قتل. ومن بين هؤلاء الأطفال كان هناك 1035 ذكرًا و453 أنثى فقط.

## القتل بواسطة أطفال آخرين
توجد في غالبية البلدان حالات قليلة للغاية حيث يتعرض الأطفال للقتل على أيدي أطفال صغار آخرين. وفقًا للإحصائيات الصادرة عن وزارة العدل الأمريكية لعام 1996، يتم ارتكاب جريمة قتل طفل واحدة من كل خمسة بواسطة أطفال آخرين. وقد حظيت جرائم قتل متعددة قام أطفال بارتكابها بتغطية إعلامية بارزة. إحدى جرائم القتل تلك كانت الواقعة في 12 فبراير 1993 والتي راح ضحيتها جايمس بلجر الذي لم يكن بلغ من العمر ثلاثة أعوام بعد على يد صبيين يبلغان عشرة أعوام في مدينة بوتيل، إنجلترا، المملكة المتحدة. حيث تعرض للضرب والقذف بالحجارة قبل أن يتم ترك جسده الفاقد للوعي على قضبان السكة الحديدية ليبدو وكأنه صدمه قطار. كذلك، في عام 1968 في مدينة نيوكاسل أبون تاين بإنجلترا، تمت محاكمة ماري بيل البالغة من العمر عشرة أعوام آنذاك. فقد تمت إدانتها بجريمة القتل الخطأ نتيجة للمسئولية المخففة في مقتل الطفلين الرضع مارتن براون وبرايان هوي. وأطلق سراحها في عام 1980 وهي بعمر 23.في عام 1998، قُتلت مادلين كليفتون، ثمانية أعوام، على يد جوش فيليبس الذي كان يبلغ من العمر أربعة عشر عامًا.
في عام 1992، بعد حادث إطلاق النار على دانتريل دايفيس البالغ من العمر سبعة أعوام أثناء مغادرته مشروع الإسكان الاجتماعي كابريني - جرين وهو متجه إلى مدرسته قامت جريدة شيكاغو تريبيون بنشر جميع جرائم قتل الأطفال في الصفحة الأولى (عادةً لم تكن جرائم القتل من الأخبار التي تنشر في الصفحة الأولى). تم الإبلاغ عن 62 جريمة قتل للأطفال في ذلك العام.

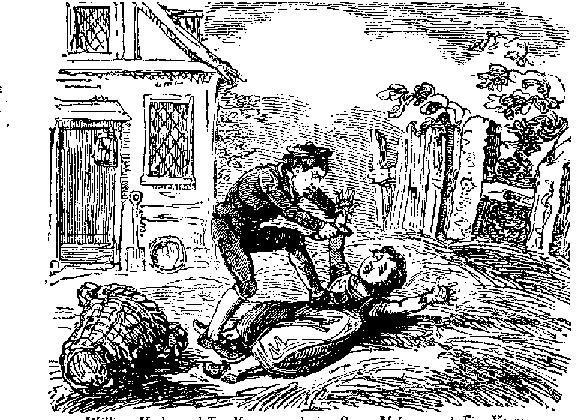
رسم تصويري من القرن الثامن عشر لويليام يورك البالغ من العمر عشرة أعوام أثناء قتله لسوزان ماثيو التي كانت تبلغ خمسة أعوام في 13 مايو 1748، مأخوذة من ذا نيوجايت كاليندر (The Newgate Calendar).

إن وجود عدد كبير من القتلى في حادث واحد، مثلما حدث في مذبحة ثانوية كولومباين عام 1999 غالبًا ما يحصل على الاهتمام الإعلامي الأكثر ولكنه إحصائيًا يندر حدوثه.

## الإبادة الجماعية والأطفال المجندون
يشير الاستخدام العسكري للأطفال إلى تعريض الأطفال للخطر عن طريق استخدامهم في عمليات عسكرية من أجل حماية أحد المواقع أو في الدعاية. وأحيانًا يطلق على هذا السلوك التضحية بالأطفال، إلا إنه ليس مساويًا لنظيره الديني. وقد يشير أيضًا إلى استخدامهم كأطفال مجندين أو مخربين.
ويعد يوم اليد الحمراء في 12 فبراير احتفالاً سنويًا يهدف إلى جذب انتباه الجمهور إلى ممارسة استخدام الأطفال كجنود في الحروب والصراعات المسلحة.

## جرائم قتل الموتي
إن موتي، والذي يعني المداواة التقليدية، هو ممارسة التضحية البشرية والتشويه المرتبطان ببعض الممارسات الثقافية التقليدية مثل سانجوما أو المداوين التقليديين والكهنة في جنوب أفريقيا. عادةً ما يكون ضحايا جرائم قتل الموتي من الأطفال. ويتم في الغالب قطع بعض الأعضاء أو أجزاء من الجسم بينما لا يزال الطفل على قيد الحياة. ويعتقد بأن الطفل مجهول الهوية (المشار إليه باسم آدم) والذي تم العثور على جذعه بعدما قطع وألقي في نهر التيمز في لندن عام 2002 كان ضحية جريمة قتل موتي.